# Trutas e Quebradas
Trutas e Quebradas é o álbum de estreia do grupo de rap e ragga brasileiro U-Time. Foi lançado em 2007, com participações especiais de Mr. Catra, Negra Li, Ice Blue, Edi Rock, Helião, DJ Néu e Carlos Dread, e produção de DJ Cia, Mano Brown e Dom Pixote, este útlimo integrante do grupo.
O álbum foi gravado em parceria com Cosa Nostra, gravadora de renome fundada pelo grupo Racionais MC's. Contém 16 faixas, descritas mais abaixo:

## Faixas
1. Introdução
2. Oitenta e Dois
3. Chega Com Us Irmão
4. Inimigo É De Graça
5. Interludio
6. The Flash
7. Tudo De Bom
8. Você Vai Ver
9. Time Gangsta
10. Interludio
11. Isso É Favela
12. A Idéia
13. Tudo Por Nóis
14. Interludio
15. Não Dorme
16. U Time